# Copris martinae
Copris martinae är en skalbaggsart som beskrevs av Nguyen-phung 1988. Copris martinae ingår i släktet Copris och familjen bladhorningar. Utöver nominatformen finns också underarten C. m. ntchisi.